# حوزه انتخابیه سی‌ام تگزاس
حوزه انتخابیه سی‌ام تگزاس یک حوزه انتخابیه مجلس نمایندگان آمریکا است که در ایالت تگزاس قرار دارد.